# 19126 Ottohahn
19126 Ottohahn è un asteroide della fascia principale. Scoperto nel 1987, presenta un'orbita caratterizzata da un semiasse maggiore pari a 2,5376474 UA e da un'eccentricità di 0,1927523, inclinata di 12,40649° rispetto all'eclittica.